# ストリートファイターZERO (漫画)
『STREET FIGHTER ZERO』（ストリートファイターゼロ）は、1995年から1996年にかけてアーケードゲーム雑誌『ゲーメスト』（新声社）で連載されていた中平正彦の漫画作品。

## 概要
『ゲーメスト』1995年8月15日号から1996年7月30日号まで連載。カプコンの対戦型格闘ゲーム『ストリートファイターZERO』のコミカライズで、同作を元にしたオリジナルストーリーで構成されている。体内に眠る「殺意の波動」と戦い続ける主人公リュウの精神の葛藤を描く。
本作の後に中平が描いた『さくらがんばる!』は原作ゲームのシリーズ第2弾『ストリートファイターZERO2』からのスピンオフ作品であるが、本作の設定が引き継がれており、時系列的にも後日談に当たることが示唆されている。
新声社の倒産により単行本は絶版状態であったが、集英社の「ジャンプリミックス」レーベル（コンビニコミック）で『ストリートファイターII-1 ストリートファイターZERO』として、2007年4月2日に再発売された。こちらは後に『ストリートファイター』シリーズ25周年記念として、2012年10月5日にも第2刷の発売が行われた。
2018年10月18日に復刊ドットコムより『ストリートファイターZERO 新装版』として再発売された。番外編を含む全てのエピソードやカバーイラストコレクションの他、新たに『CAMMY外伝』の前編も特別収録されている。

## あらすじ
「真の格闘家」を目指すべく旅を続けたリュウは、ムエタイの帝王・サガットをも倒したが、その一撃には非情にして畏怖される力「殺意の波動」が込められていた。リュウは厳しい修行の末に得た力のあり様を前に深い絶望感を抱え込み、格闘の道を捨てようとするが、サガットが自分を倒すために特訓していることをインターポールの新米刑事・春麗から告げられて立ち直る。彼女の捜査に協力する中、謎の力を使う女性占い師・ローズと出会ったリュウは「炎のような二人の男に出会え」と予言される。一人は、ライバルであり親友でもある同門の男・ケン。そしてもう一人は、武神流の男・ガイであった。リュウは二人を追う中、バルログが主催する闇の格闘大会「ブラッディフォレストバトル」に参加するが、その中でサガットの一番弟子・アドンの卑劣な策略にはまり、眠っていた「殺意の波動」を呼び起こされてしまう。「殺意の波動」に支配されたリュウは誰にも手が付けられない破壊の権化と化すが、駆けつけたガイによって制止される。
正気に戻ったリュウはガイから「殺意の波動」の真の意味や、自分が倒すべき相手は秘密結社「シャドルー」の総帥・ベガであることを知らされる。そんなとき、シャドルーの巨大飛行艇が東京上空へ襲来し、爆撃も重なって地上は大混乱に陥る。異変を察知したリュウは新宿へ降り立ったベガと戦おうとするが、ローズは「殺意の波動」を克服できていないリュウを戦わせまいと術で金縛りにして足止めすると、自らベガの前に立ち塞がる。ベガの異能の力「サイコパワー」と相反する異能の力「ソウルパワー」の持ち主でもあったローズはベガと互角の戦いを繰り広げるものの、徐々に押されて戦闘不能へ追い込まれる。かろうじて金縛りを破ったリュウは新宿へかけつけるが、金縛りが完全には解けきっていないこともあり、ベガに太刀打ちできない。しかし、たまたま新宿を訪れていた女子高生・春日野さくらまでもがベガに気絶させられ、あがく自分の目の前で殺害されそうになった瞬間、リュウは「殺意の波動」の克服に成功する。瓦礫の山と化しつつある新宿を舞台に、「真の格闘家」への道を新たに歩み始めたリュウと、「人の世を乱す者」にして悪の象徴であるベガの最終決戦が始まった。

## 登場人物
リュウ
本作の主人公。己の中に眠る「殺意の波動」に抗い続けている。
ケン・マスターズ
リュウの同門。リュウにとっては最高の親友であり、ライバルでもある。
春麗（チュンリー）
ICPOの麻薬捜査官。中国拳法の使い手で、強力な脚技が武器。
バーディー
リュウを麻薬取り引きの用心棒として雇っていた男。かつてリュウと戦って敗れた時に自分を励ましてくれたことから、リュウに憧れている。原作ゲームと違い、「シャドルー」とは絡まない。
剛拳（ゴウケン）
リュウとケンの師匠で回想に登場。弟子たちに「殺意の波動」の危険性を説く。原作ゲームでは豪鬼のエンディングに登場する。
サガット
ムエタイの帝王。リュウの「殺意の波動」によって倒され、胸に大きな傷跡を残す。再びリュウと戦うため、日々修行を重ねている。原作ゲームとは違い、ベガに「シャドルー」へ勧誘されるが「くだらない」と言い返して加入を断っている。
ローズ
イタリアはジェノバの占い師。「ソウルパワー」と呼ばれる不思議な力を使いこなす。
リュウに抽象的な物言いでケンとガイに会いに行くよう促すなど、導き手として立ち回る。
火引弾（ヒビキ ダン）
カリブ開催の格闘技大会でケンに倒された男。闇の格闘大会でもキラービーに叩きのめされ、ソドムに落とし穴へ投げ飛ばされる。
ナッシュ
アメリカ空軍の中尉。リュウたちとは別に「シャドルー」を追う。
ガイ
数々の犯罪組織へ単独で乗り込んでは壊滅し、アメリカにその名を轟かせる東洋人。武神流忍術の使い手。「殺意の波動」に支配されたリュウの「瞬獄殺」を、片手でさばいてしまうほどの強者。リュウに「人の世を乱す者」を倒すために唯一「人の世」が得た力こそが「殺意の波動」であることを教える。
バルログ
秘密結社「シャドルー」の一員で、闇の格闘大会の主催者。中平の別作品『CAMMY外伝』と同様に、ベガに絶対的忠誠を誓っている。原作ゲームではサガットのエンディングに登場し、続編の『ZERO3』から参戦する。
イーグル
パリ市内のストリートファイトで連勝を誇っていたが、バルログの主催する格闘大会でアドンに倒される。原作ゲームには登場しないが、続編の携帯ハード版『ZERO3』のみ参戦する。
アドン
サガットの一番弟子。サガットがリュウに敗れた後、ムエタイの名誉を取り戻すために「シャドルー」の手を借りる。原作ゲームと違い卑劣な悪役となっており、目的のためなら平気で人を殺める。
ソドム
犯罪組織「マッドギア」の元メンバー。日本かぶれで、2本の十手を武器に持つ。キャミィ、春麗の2人と戦っている途中で落ちてきた天井を十手で支えるが、2人の顔面蹴りを食らい、仮面を破壊されて戦意喪失する。
キラービー
遺伝子操作によって生み出された「シャドルー」の強化兵士。ソドムに倒されかけるが、春麗に助けられる。だがその後、ベガに連れて行かれた。原作ゲームには登場しないが、続編の『ZERO2'』から参戦する。
ベガ
秘密結社「シャドルー」の総帥で、悪の力「サイコパワー」を操る。ガイいわく「人の世を乱す者」であり、リュウにとって倒さねばならぬ相手。
豪鬼（ゴウキ）
拳を極めし者。リュウと同じく「殺意の波動」を持っている。
春日野さくら（かすがの さくら）
リュウとベガの戦いに巻き込まれてしまった女子高生。原作ゲームには登場しないが、続編の『ZERO2』から参戦する。
ジミー
単行本巻末のおまけにのみ登場。闇大会で敗北し、ジャングルをさまよっているダンを助けたことで親友となり、一緒に日本へやってくる。原作ゲームには登場しないが、続編の『ZERO3』から参戦する。

## 出版
- 『ストリートファイターZERO (1)』（新声社、1996年2月10日） ISBN 4-88199-443-3
- 『ストリートファイターZERO (2)』（新声社、1996年8月25日） ISBN 4-88199-597-9
- 『ストリートファイターII-1 ストリートファイターZERO』（集英社、2007年4月2日） ISBN 978-4-08-109380-9
- 『ストリートファイターZERO 新装版』（復刊ドットコム、2018年10月18日） ISBN 978-4-8354-5601-0